# Gonbad-e Kavous
Gonbad-e Kavous (persană گنبد کاووس) este un oraș din Iran.